# Fudi de les Seychelles
El fudi de les Seychelles (Foudia sechellarum) és una espècie d'ocell de la família dels plocèids (Ploceidae) que habita els boscos de les illes Seychelles.